# Campo de Víboras
Campo de Víboras é uma povoação portuguesa do Município de Vimioso que foi sede da extinta Freguesia de Campo de Víboras, freguesia que tinha 24,84 km² de área e 155 habitantes (2011). e, por isso, uma densidade populacional de 6,2 hab/km².
A Freguesia de Campo de Víboras foi extinta (agregada) pela reorganização administrativa de 2013, tendo o seu território sido integrado na então criada Freguesia de Algoso, Campo de Víboras e Uva.

## Etimologia
Existem duas teorias relativamente à origem do nome da aldeia. Alguns documentos históricos afirmam que terão sido os espanhóis, na altura da guerra contra Castela e Leão, que devido à dificuldade encontrada em vencer os aguerridos habitantes portugueses desta região, que por várias vezes em inferioridade numérica os venceram, passaram a referir-se a esses mesmos habitantes como as "víboras" devido às baixas que infligiam nos exércitos espanhóis.
Outros afirmam que o nome deriva do facto, de ser um dos poucos locais em Portugal Continental onde foram avistados exemplares da espécie Víboras Cornudas.

## População
| População da freguesia de Campo de Víboras | População da freguesia de Campo de Víboras | População da freguesia de Campo de Víboras | População da freguesia de Campo de Víboras | População da freguesia de Campo de Víboras | População da freguesia de Campo de Víboras | População da freguesia de Campo de Víboras | População da freguesia de Campo de Víboras | População da freguesia de Campo de Víboras | População da freguesia de Campo de Víboras | População da freguesia de Campo de Víboras | População da freguesia de Campo de Víboras | População da freguesia de Campo de Víboras | População da freguesia de Campo de Víboras | População da freguesia de Campo de Víboras |
| ------------------------------------------ | ------------------------------------------ | ------------------------------------------ | ------------------------------------------ | ------------------------------------------ | ------------------------------------------ | ------------------------------------------ | ------------------------------------------ | ------------------------------------------ | ------------------------------------------ | ------------------------------------------ | ------------------------------------------ | ------------------------------------------ | ------------------------------------------ | ------------------------------------------ |
| 1864                                       | 1878                                       | 1890                                       | 1900                                       | 1911                                       | 1920                                       | 1930                                       | 1940                                       | 1950                                       | 1960                                       | 1970                                       | 1981                                       | 1991                                       | 2001                                       | 2011                                       |
| 737                                        | 767                                        | 767                                        | 828                                        | 824                                        | 625                                        | 659                                        | 702                                        | 664                                        | 663                                        | 582                                        | 350                                        | 236                                        | 145                                        | 155                                        |

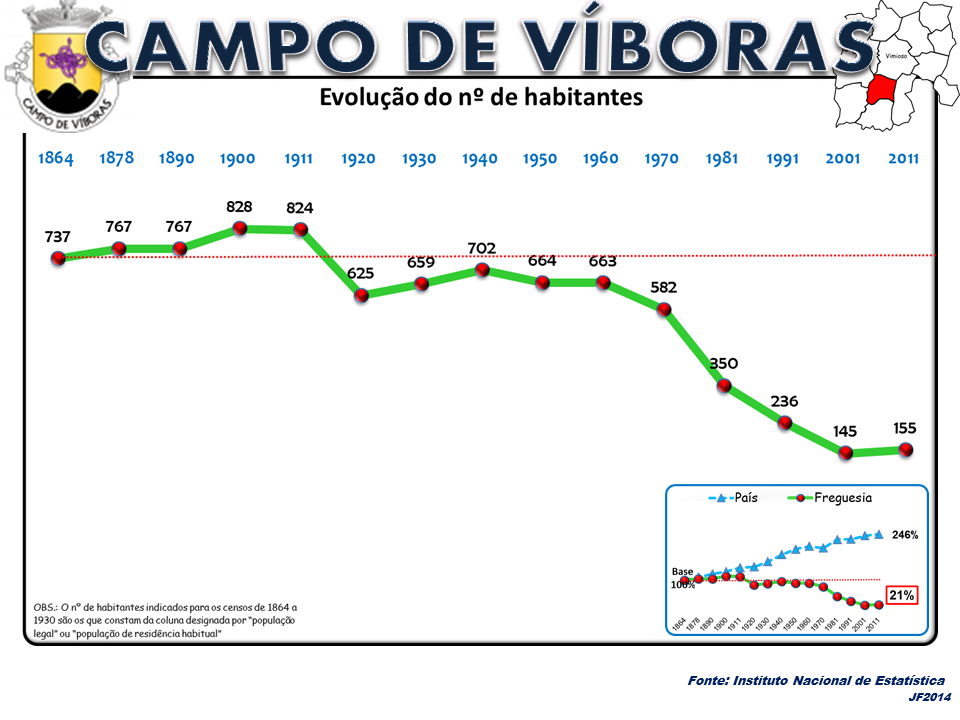
Evolução da População 1864 / 2011
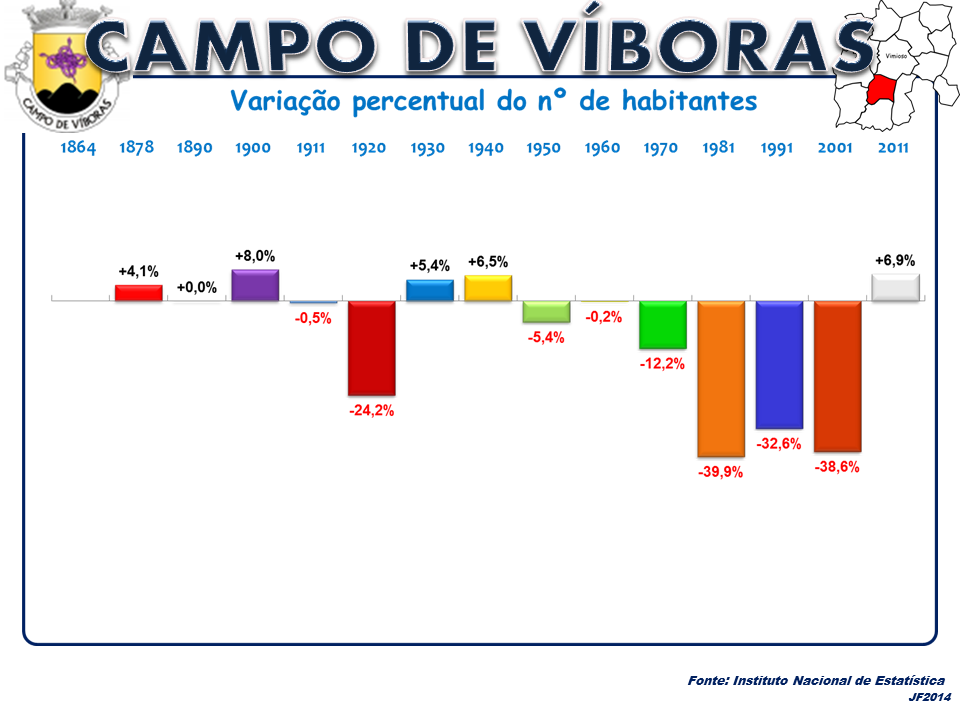
Variação da População 1864 / 2011
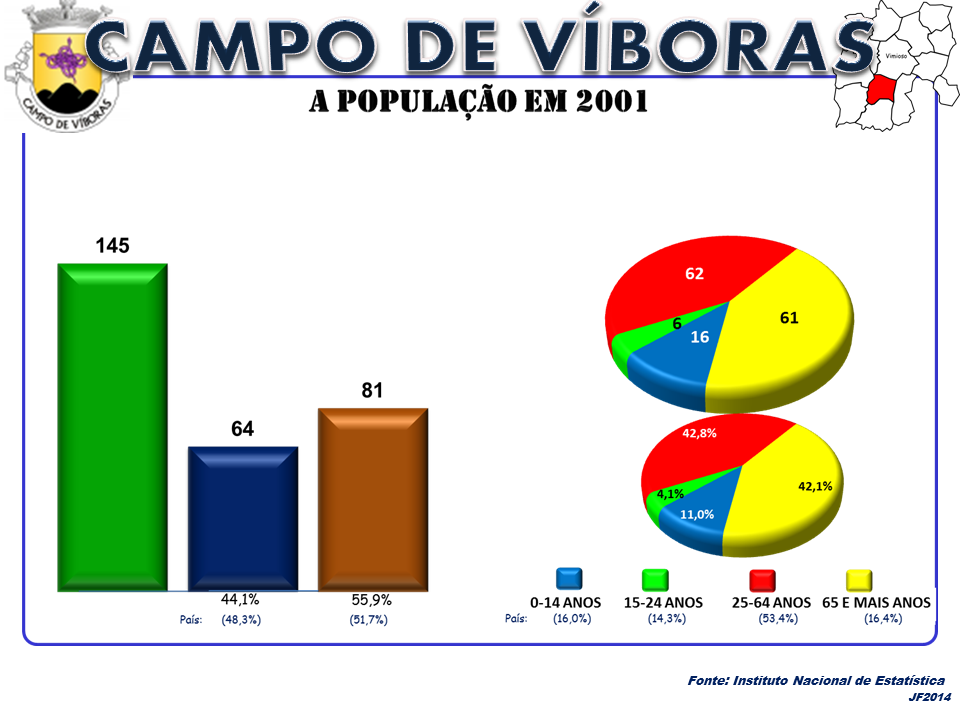
A População em 2001
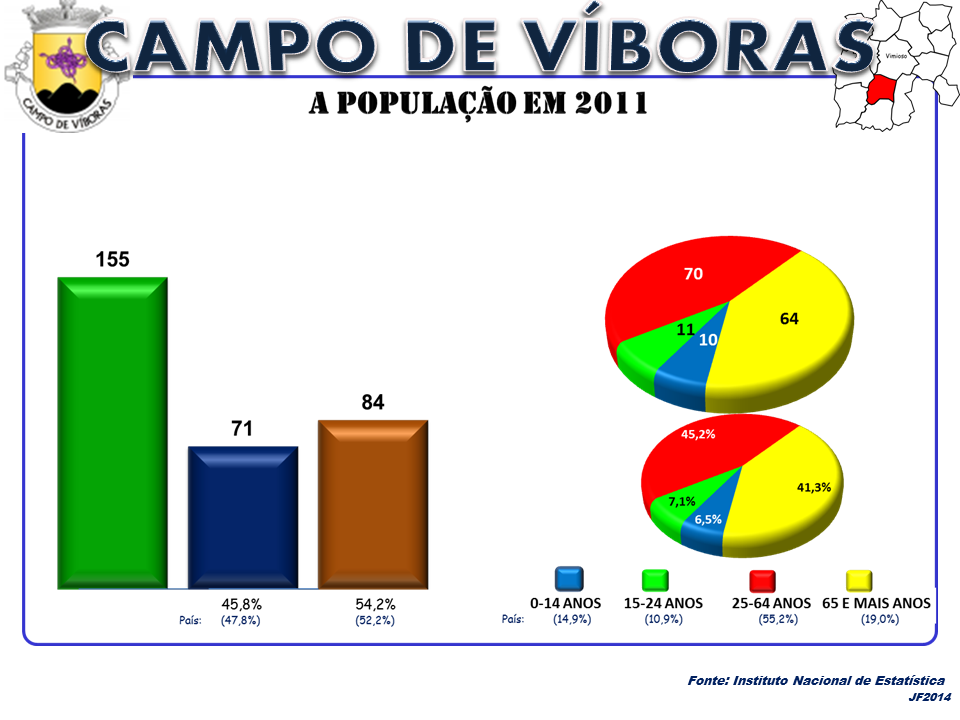
A População em 2011

## Caracterização
Em Portugal, é considerado um dos locais com melhor qualidade de vida, devido à qualidade do ar, segurança dos cidadãos, salários médios pagos na região e perspectivas de crescimento, após os recentes investimentos projetados para esta zona pela Câmara Municipal de Vimioso.

## Gastronomia
Os pratos típicos da região são o cabrito assado, os deliciosos enchidos (alheira, botelo e chabiana), javali e o arroz doce.
Na Páscoa, são típicos os folares e os económicos.

## Festividades
Os pontos altos desta antiga freguesia são sem dúvida nenhuma, as festas de Verão. Em Campo de Víboras as festas duram sempre até ao dia seguinte. Outra festa super importante da freguesia é a de Nossa Senhora dos Aflitos, que sempre ocorre em abril.